# Lenexa
Lenexa is een plaats (city) in de Amerikaanse staat Kansas, en valt bestuurlijk gezien onder Johnson County.

## Demografie
Bij de volkstelling in 2000 werd het aantal inwoners vastgesteld op 40.238.
In 2006 is het aantal inwoners door het United States Census Bureau geschat op 44.520, een stijging van 4282 (10.6%).

## Geografie
Volgens het United States Census Bureau beslaat de plaats een oppervlakte van
89,2 km², waarvan 88,8 km² land en 0,4 km² water. Lenexa ligt op ongeveer 329 m boven zeeniveau.

## Plaatsen in de nabije omgeving
De onderstaande figuur toont nabijgelegen plaatsen in een straal van 12 km rond Lenexa.

## Geboren
- Baron Corbin (1984), professioneel worstelaar en Americanfootballspeler